# Loggia del Pesce
A Loggia del Pesce Firenzében, a Mercato Vecchión, azaz a régi piactéren állt. Ez a piactér a város központjában volt. A loggiát 1567-ben építették fel itt Giorgio Vasari tervei alapján, de az 1800-as évek végén lebontották, majd 1956-ban építették fel újra mai helyén, a Piazza dei Ciompi téren. A loggiában, mint a neve is mutatja, valaha halat árultak, ma emléktárgyakat.

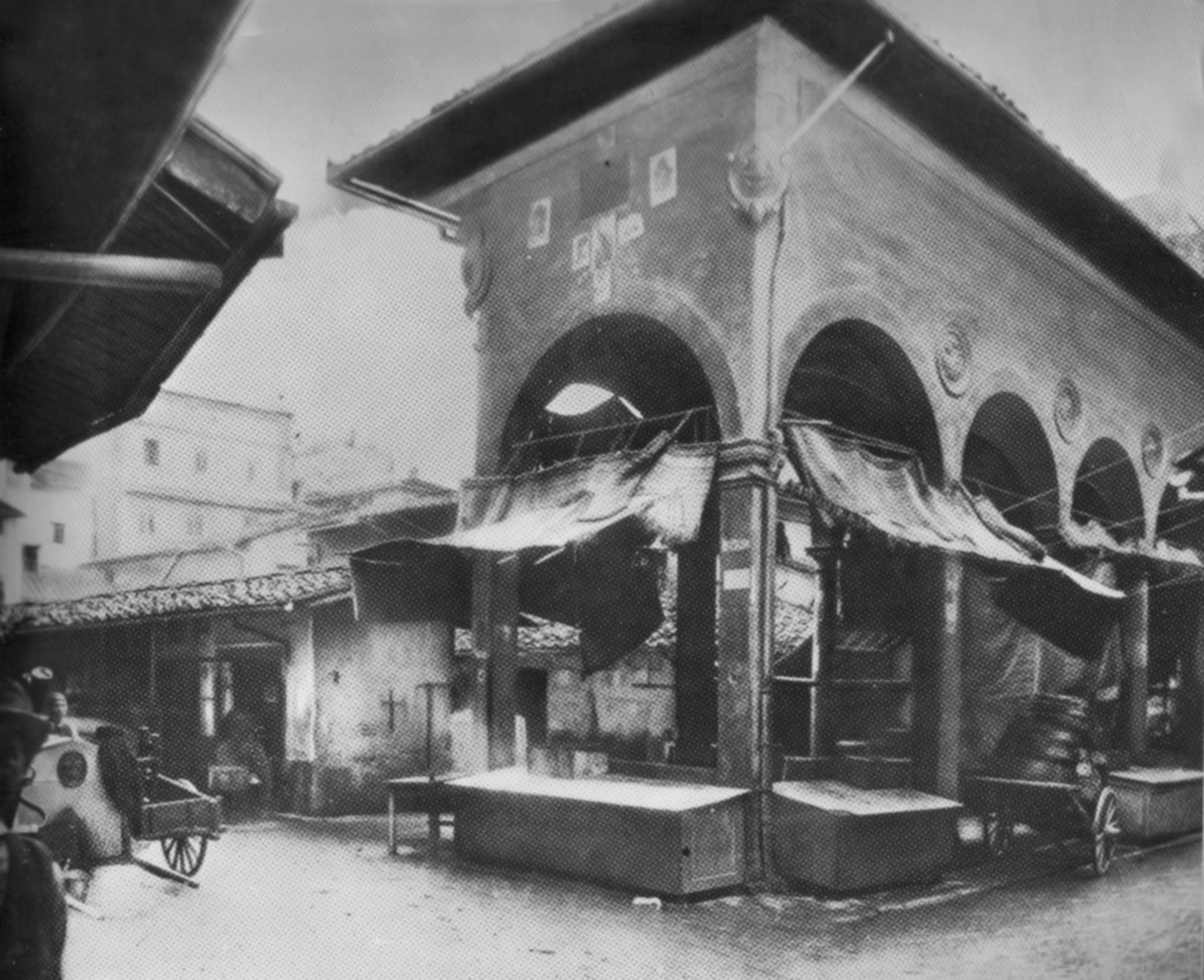
A loggia az eredeti helyén, 1880 előtt